# Karel Bubela
Karel Bubela (22. února 1846 Vsetín – 6. února 1908 Vsetín) byl český podnikatel a politik ze Vsetína, na přelomu 19. a 20. století poslanec Moravského zemského sněmu.

## Biografie
Narodil se v evangelické rodině Josefa Bubely, který byl později vsetínským starostou. Národní školu vychodil v rodném Vsetíně, pak německou školu v Hodslavicích a potom německou reálnou školu v Brně. Rok studoval na technice ve Vídni a následně nastoupil do obchodu se dřevem ke svému otci. Roku 1871 s bratrem založili firmu Bratři Bubelové, která obchodovala se dřevem a měla závody na Moravě i v Haliči. Roku 1897 převzala i továrnu na nože ve Vsetíně se 300 dělníky. Vyvíjel podnikatelské aktivity i v Horních Uhrách (předseda správní rady celulózky v Turčianském Sv. Martinovi).
Byl aktivní i v politice jako člen Moravské národní strany (moravská odnož staročeské strany). Zasedal v obecním výboru ve Vsetíně, od roku 1902 i radním. Četná města na východní Moravě mu udělila čestné občanství. Dlouhodobě zasedal na Moravském zemském sněmu, kam kandidoval neúspěšně již v roce 1878, ale tehdy ho porazil německý liberál August Thonet. Zvolen byl v zemských volbách roku 1884 za kurii městskou, obvod Holešov. Od té doby byl zvolen za týž obvod opakovaně, tedy ve volbách roku 1890, volbách roku 1896 a volbách roku 1902. Po reformě volebního systému uspěl i ve volbách roku 1906, za kurii městskou, obvod Val. Meziříčí, Vsetín, Vizovice atd. V poslanecké práci se zabýval otázkami hospodářství, železářství, správy daní a bankovnictvím. Od roku 1896 působil ve funkci místopředsedy sněmovního finančního výboru. Ve sněmu setrval až do své smrti roku 1908. Pak ho v doplňovací volbě nahradil valašskokloboucký starosta a podnikatel František Šerý.
V roce 1892 se podílel na organizování první velké zemědělské výstavy na Moravě, konané ve Vsetíně, a vedl valašskou expozici na Národopisné výstavě českoslovanské v Praze v roce 1895. Roku 1898 mu byl udělen Řád železné koruny. Byl členem Národohospodářského ústavu při c. k. Akademii pro vědy, slovesnost a umění v Praze.
Zemřel v únoru 1908 po dlouhé nemoci. Pohřben byl na evangelickém hřbitově ve Vsetíně.
Jeho synem byl Karel Bubela mladší (1872–1943), který rovněž zasedal na Moravském zemském sněmu.

## Vyznamanání
- Řád železné koruny